# Batilly-en-Puisaye
 Batilly-en-Puisaye  es una población y comuna francesa, situada en la región de Centro, departamento de Loiret, en el distrito de Montargis y cantón de Briare.

## Demografía
| 185 | 164 | 123 | 122 | 95 | 110 |
| Para los censos de 1962 a 1999 la población legal corresponde a la población sin duplicidades (Fuente: INSEE [Consultar]) |     |     |     |    |     |